# ANFO

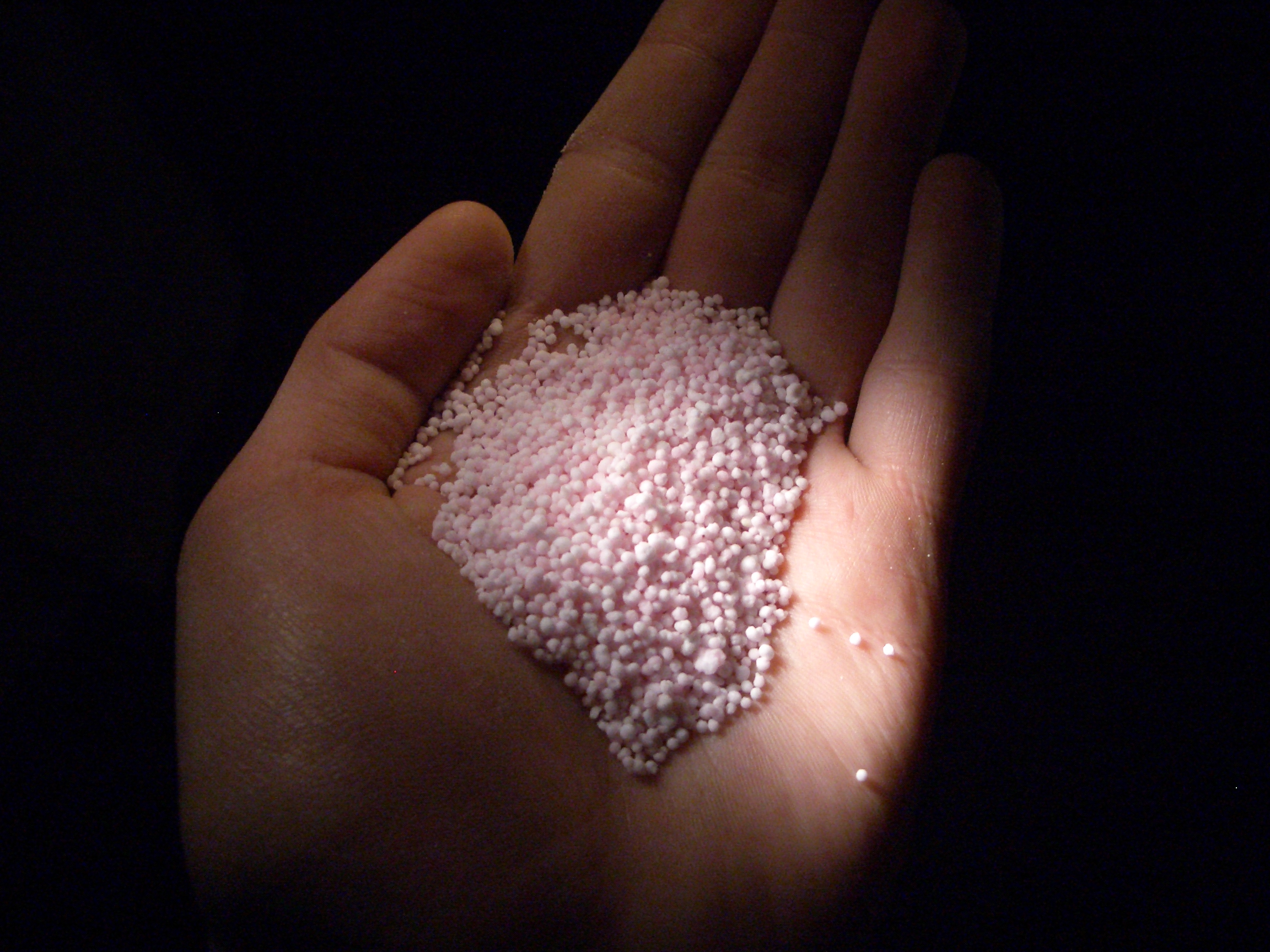
ANFO, folosit într-o mină de potasiu de către compania germană K+S AG

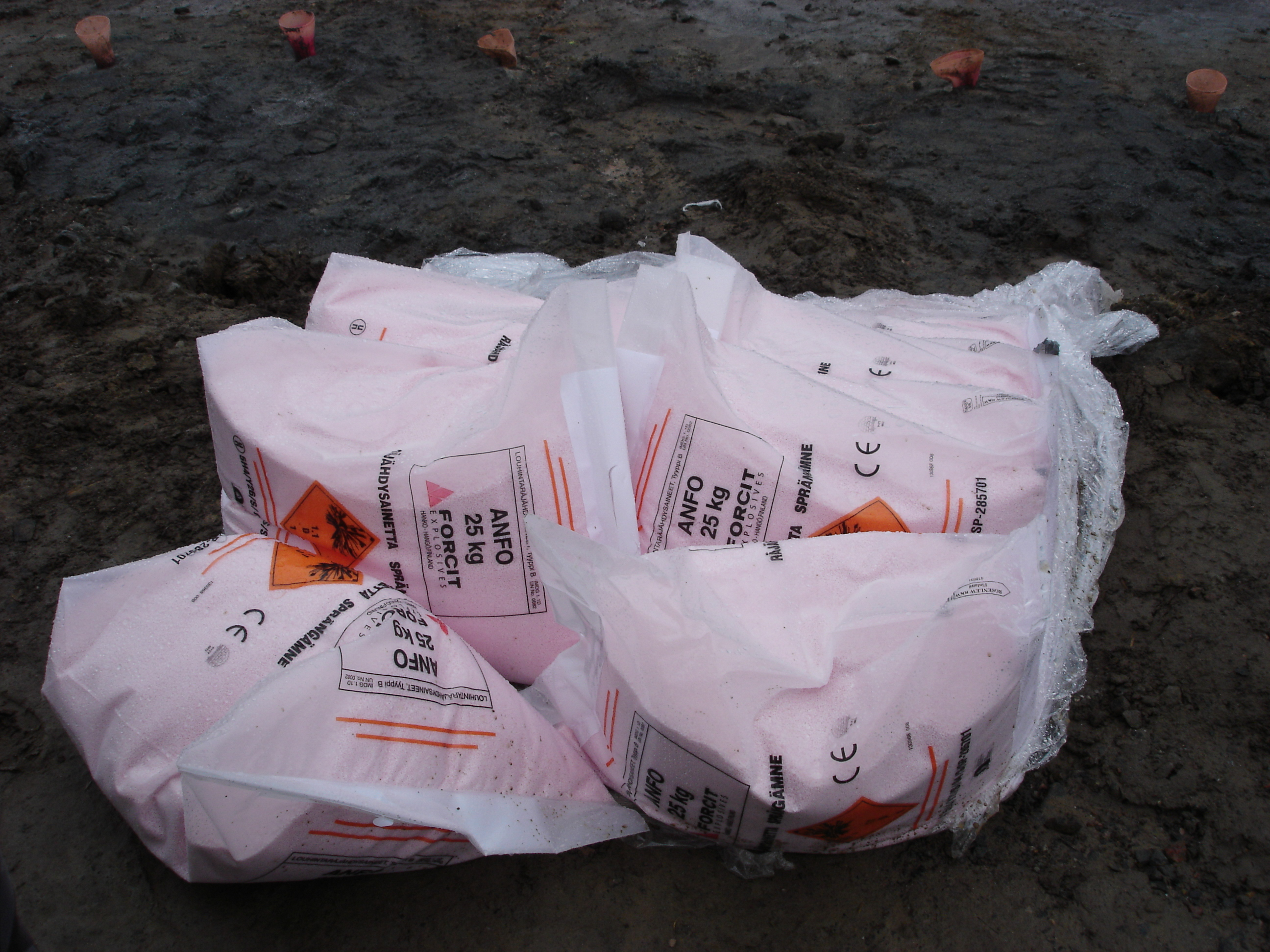
Saci conținând ANFO

ANFO, scris și AN/FO, prescurtare din engleză de la ammonium nitrate / fuel oil, este un amestec exploziv cu numeroase utilizări. Unul din componentele sale este azotatul de amoniu (nitrat de amoniu, salpetru de amoniu), iar cealaltă este un ulei mineral combustibil cum sunt nitrometanul, motorina, biodieselul, kerosenul, uneori și amestec de praf de cărbune, combustibil din melasă bioenergetică și altele.
Este tipul de exploziv cel mai des folosit la minele de cărbune și cele de metale, la carierele de piatră precum și în domeniul construcțiilor civile. ANFO reprezintă circa 80 % din cele 2,7 milioane de tone de explozive utilizate în America de Nord anual.
Mai este utilizat și de diverșii teroriști la construcția unor bombe improvizate (numite în engleză „fertilizer bomb”), găsite la unele atacuri teroriste.